# Seznam československých parašutistů v boji proti nacismu
Toto je seznam československých parašutistů, kteří bojovali za druhé světové války proti nacismu. Jedná se o vojáky, kteří absolvovali speciální paradesantní výcvik za účelem vysazení na území Protektorátu, v jiných okupovaných zemích západní Evropy nebo v oblasti východní fronty v letech 1941–1945.
Tento seznam je rozdělen do pěti částí:
- 1a. vycvičeni v Anglii a nasazeni do akce,
- 1b. vycvičeni v Anglii a nenasazeni do akce,
- 1c. vycvičeni a vysláni do akce americkou OSS
- 2a. parašutisté vycvičeni v Sovětském svazu a nasazováni do týlu nepřítele ve východní Evropě v letech 1941–1945.
- 2b. parašutisté vycvičení v Sovětském svazu a do akce nenasazeni

Růžově jsou označeni parašutisté, kteří dobrovolně a aktivně spolupracovali s nepřítelem.
Modře jsou označeni parašutisté, kteří přistoupili na pasívní spolupráci s nepřítelem či spolupráci předstírali..

## Seznam 1a. – Západní fronta
Parašutisté zvláštní skupiny „D“ při II. odboru MNO vycvičení v Anglii a v rámci jednotlivých operačních skupin nasazení v Evropě, Protektorátu, na Slovensku, v Itálii apod.
| Jméno                 | Skupina         | Úkol skupiny                                                   | Seskok                     | Zemřel             |
| --------------------- | --------------- | -------------------------------------------------------------- | -------------------------- | ------------------ |
| Bartejs Jan           | Potash          | zpravodajská činnost, oblast SV Moravy                         | 5. května 1944             | 11. března 1963    |
| Bartoš Alfréd         | Silver A        | radiové spojení s Londýnem, koordinace odboje                  | 29. prosince 1941          | 21. června 1942    |
| Bartoš Antonín        | Clay            | reorganizovat ilegální org. A připravovat povstání             | 13. dubna 1944             | 13. prosince 1998  |
| Bednařík Bohumil      | Chalk           | radiové spojení s Londýnem, přijímat další výsadky             | 9. dubna 1944              | 28. února 1973     |
| Bierský Josef         | Wolfram         | sabotáže v Beskydech                                           | 14. září 1944              | 19. října 1944     |
| Bíroš František       | Manganese       | kontaktovat a spolupracovat s SNP                              | 10. května 1944            | 2. listopadu 1944  |
| Bogataj František     | Carbon          | zpravodajská činnost, příprava povstání na JV Moravě           | 12. dubna 1944             | 4. února 1999      |
| Bublík Josef          | Bioscop         | sabotáže železnic a vsetínské zbrojovky                        | 28. dubna 1942             | 18. června 1942    |
| Býček Tomáš           | Barium          | zpravodajská činnost, přípravy k povstání                      | 4. dubna 1944              | 29. listopadu 1986 |
| Cikán Josef           | Glucinium       | zpravodajská činnost v okolí Tábora a příprava povstání        | 3. července 1944           | 1. dubna 1985      |
| Cupal Ludvík          | Tin             | atentát na Emanuela Moravce                                    | 29. dubna 1942             | 15. ledna 1943     |
| Černota Josef         | Wolfram         | sabotáže v Beskydech                                           | 14. září 1944              | 26. července 2001  |
| Čoupek Jindřich       | Bivouac         | sabotáže železnic a teplárny v Brně                            | 28. dubna 1942             | 22. září 1944      |
| Čurda Karel           | Out Distance    | sabotáž pražské plynárny                                       | 28. března 1942            | 29. dubna 1947     |
| Dvořák Oldřich        | Steel           | předání vysílačky a jedu A. Bartošovi                          | 28. dubna 1942             | 10. července 1942  |
| Erös Imrich           | Courier-5       | sběr vojenských a politických informací na Slovensku           | 6. září 1944               | 30. listopadu 1993 |
| Gabčík Jozef          | Anthropoid      | atentát na Heydricha                                           | 29. prosince 1941          | 18. června 1942    |
| Gemrot Josef          | Calcium         | zpravodajská a organizační činnost                             | 4. dubna 1944              | 11. srpna 1955     |
| Gerik Viliam          | Zinc            | řízení sabotáží na Moravě a předání 3 mil. Kč Silver A         | 28. března 1942            | 29. dubna 1947     |
| Grabovský Bohuslav    | Intransitive    | sabotáž kolínské olejové rafinerie                             | 28. dubna 1942             | 28. října 1944     |
| Grajzel Ján           | Embassy         | sběr informací na Slovensku a Moravě, spojit se s Clay         | 21. prosince 1944          | 10. února 1994     |
| Hanina Ludvík         | Glucinium       | zpravodajská činnost v okolí Tábora a příprava povstání        | 3. července 1944           | v 80. letech       |
| Haríň Jozef           | Embassy         | sběr informací na Slovensku a Moravě, spojit se s Operace Clay | 21. prosince 1944          | 22. června 2007    |
| Hauptvogel Vladimír   | Chalk           | radiové spojení s Londýnem, přijímat další výsadky             | 9. dubna 1944              | 13. května 1944    |
| Holý František        | Courier-5       | sběr vojenských a politických informací na Slovensku           | 6. září 1944               | 20. února 1945     |
| Horák Adolf           | Sulphur         | radiové spojení s Londýnem                                     | 9. dubna 1944              | 1. března 1945     |
| Hromek Pavel          | Bauxite         | spojení s VRÚ v Anglii, vyhledávat místa pro shozy             | 23. března 1945            | 10. září 1977      |
| Hrubec Rudolf         | Silica-North    | organizace protektorátních a slovenských jednotek v Itálii     | výsadkový letoun havaroval | 11. září 1944      |
| Hrubý Jan             | Bioscop         | sabotáže železnic a vsetínské zbrojovky                        | 28. dubna 1942             | 18. června 1942    |
| Chramec Jozef         | Courier-5       | sběr vojenských a politických informací na Slovensku           | 6. září 1944               | 17. ledna 1994     |
| Chrastina Břetislav   | Spelter         | radiové spojení, organizovat odboj, připravovat povstání       | 5. května 1944             | 11. června 1971    |
| Janko Oldřich         | Sulphur         | radiové spojení s Londýnem                                     | 9. dubna 1944              | 1. března 1945     |
| Jasínek Lubomír       | Antimony        | kontakt s odbojem a Silver A                                   | 24. října 1942             | 16. ledna 1943     |
| Kindl Václav          | Intransitive    | sabotáž kolínské olejové rafinerie                             | 28. dubna 1942             | 20. května 1944    |
| Klemeš Jaroslav       | Platinum-Pewter | rádiové spojení, shozy zbraní, transfer osob z Anglie          | 17. února 1945             | 7. srpna 2017      |
| Kobylka Bohumír       | Iridium         | zpravodajství a radiové spojení s Londýnem                     | výsadkový letoun sestřelen | 15. března 1943    |
| Kobzík František      | Carbon          | zpravodajská činnost, příprava povstání na JV Moravě           | 12. dubna 1944             | 7. května 1944     |
| Kolařík Ivan          | Out Distance    | sabotáž pražské plynárny                                       | 28. března 1942            | 1. dubna 1942      |
| Košina Štefan         | Manganese       | kontaktovat a spolupracovat s SNP                              | 10. května 1944            | 28. listopadu 1983 |
| Kotásek Jaroslav      | Spelter         | radiové spojení, organizovat odboj, připravovat povstání       | 5. května 1944             | 16. června 1944    |
| Kouba Bohuslav        | Bioscop         | sabotáže železnic a vsetínské zbrojovky                        | 28. dubna 1942             | 3. května 1942     |
| Krátký Jaroslav       | Karas           | navázat spojení s vedením SNP                                  | 20. března 1944            | února 1945         |
| Krzák Rudolf          | Silica-South    | organizace protektorátních a slovenských jednotek v Itálii     | 9. září 1944               | 22. dubna 2004     |
| Křičenský Miroslav    | Iridium         | zpravodajství a radiové spojení s Londýnem                     | výsadkový letoun sestřelen | 15. března 1943    |
| Kubec Antonín         | Bronse          | zpravodajství a radiové spojení s Londýnem                     | výsadkový letoun sestřelen | 15. března 1943    |
| Kubiš Jan             | Anthropoid      | atentát na Heydricha                                           | 29. prosince 1941          | 18. června 1942    |
| Künzl Josef           | Chalk           | radiové spojení s Londýnem, přijímat další výsadky             | 9. dubna 1944              | 17. února 2007     |
| Lepařík Vítězslav     | Glucinium       | zpravodajská činnost v okolí Tábora a příprava povstání        | 3. července 1944           | 28. dubna 1945     |
| Lukaštík Vojtěch      | Intransitive    | sabotáž kolínské olejové rafinerie                             | 28. dubna 1942             | 8. ledna 1943      |
| Machovský-Vrbka Josef | Potash          | zpravodajská činnost, oblast SV Moravy                         | 5. května 1944             | 10. srpna 1991     |
| Martínek Bohumír      | Bronse          | zpravodajství a radiové spojení s Londýnem                     | výsadkový letoun sestřelen | 15. března 1943    |
| Matula Robert         | Wolfram         | sabotáže v Beskydech                                           | 14. září 1944              | 12. června 2012    |
| Menšík Bohumil        | Destroyer       | zpravodajská a odbojová činnost v Paříži                       | 3. července 1944           | v 80. letech       |
| Mikš Arnošt           | Zinc            | řízení sabotáží na Moravě a předání 3 mil.Kč Silver A          | 28. března 1942            | 30. dubna 1942     |
| Mladý Karol           | Embassy         | sběr informací na Slovensku a Moravě, spojit se s Clay         | 21. prosince 1944          | 29. prosince 1944  |
| Musil Leopold         | Tungsten        | spojení s odbojem, přípravu odletu odbojářů do Londýna         | 21. prosince 1944          | 23. října 1997     |
| Nedělka František     | Chalk           | radiové spojení s Londýnem, přijímat další výsadky             | 9. dubna 1944              | v 70. letech       |
| Nechanský Jaromír     | Platinum-Pewter | rádiové spojení, shozy zbraní, transfer osob z Anglie          | 17. února 1945             | 16. června 1950    |
| Niemczyk Karel        | Calcium         | zpravodajská a organizační činnost                             | 4. dubna 1944              | 31. července 2004  |
| Nocar Bohuslav        | Silica-North    | organizace protektorátních a slovenských jednotek v Itálii     | výsadkový letoun havaroval | 11. září 1944      |
| Novotný Rudolf        | Spelter         | radiové spojení, organizovat odboj, připravovat povstání       | 5. května 1944             | 29. prosince 1953  |
| Odstrčil Jaroslav     | Calcium         | zpravodajská a organizační činnost                             | 4. dubna 1944              | 23. června 1944    |
| Opálka Adolf          | Out Distance    | sabotáž pražské plynárny                                       | 28. března 1942            | 18. června 1942    |
| Otisk Josef           | Wolfram         | sabotáže v Beskydech                                           | 14. září 1944              | 10. ledna 1986     |
| Pavelka František     | Percentage      | předat zprávy, účastnit se odboje                              | 4. října 1941              | 11. ledna 1943     |
| Pechal Oldřich        | Zinc            | řízení sabotáží na Moravě a předání 3 mil.Kč Silver A          | 28. března 1942            | 22. září 1942      |
| Pelc Oldřich          | Potash          | zpravodajská činnost, oblast SV Moravy                         | 5. května 1944             | 1. ledna 1994      |
| Pernický Rudolf       | Tungsten        | spojení s odbojem, přípravu odletu odbojářů do Londýna         | 21. prosince 1944          | 21. prosince 2005  |
| Pešán Jaroslav        | Platinum-Pewter | rádiové spojení, shozy zbraní, transfer osob z Anglie          | 17. února 1945             | 11. srpna 1972     |
| Pojar Josef           | Gummit          | zpravodajská a odbojová činnost ve Vídni                       | 23. července 1944          | 3. srpna 1992      |
| Pospíšil František    | Bivouac         | sabotáže železnic a teplárny v Brně                            | 28. dubna 1942             | 28. října 1944     |
| Potůček Jiří          | Silver A        | radiové spojení s Londýnem, koordinace odboje                  | 29. prosince 1941          | 2. července 1942   |
| Riedl Otmar           | Benjamin        | předat zprávy, navázat spojení                                 | 16. dubna 1941             | 10. října 1994     |
| Řezníček Vladimír     | Wolfram         | sabotáže v Beskydech                                           | 14. září 1944              | 10. ledna 2001     |
| Soukup Vladislav      | Iridium         | zpravodajství a radiové spojení s Londýnem                     | výsadkový letoun sestřelen | 15. března 1943    |
| Srazil Stanislav      | Antimony        | kontakt s odbojem a Silver A                                   | 24. října 1942             | 20. dubna 1944     |
| Svoboda Karel         | Wolfram         | sabotáže v Beskydech                                           | 14. září 1944              | 3. dubna 1982      |
| Šandera Josef         | Barium          | zpravodajská činnost, přípravy k povstání                      | 4. dubna 1944              | 9. března 1945     |
| Šikola Čestmír        | Clay            | reorganizovat ilegální org. a připravovat povstání             | 13. dubna 1944             | 29. února 2008     |
| Široký František      | Calcium         | zpravodajská a organizační činnost                             | 4. dubna 1944              | 30. května 1976    |
| Škacha Vladimír       | Silver B        | radiové spojení s Londýnem                                     | 29. prosince 1941          | 23. března 1987    |
| Šperl Jaroslav        | Carbon          | zpravodajská činnost, příprava povstání na JV Moravě           | 12. dubna 1944             | 11. dubna 2005     |
| Špot Miroslav         | Iridium         | zpravodajství a radiové spojení s Londýnem                     | výsadkový letoun sestřelen | 15. března 1943    |
| Štokman Jiří          | Clay            | reorganizovat ilegální org. a připravovat povstání             | 13. dubna 1944             | 17. června 1981    |
| Švarc Jaroslav        | Tin             | atentát na Emanuela Moravce                                    | 29. dubna 1942             | 18. června 1942    |
| Tichý Karel           | Destroyer       | zpravodajská a odbojová činnost v Paříži                       | 3. července 1944           | 3. září 1988       |
| Trpík František       | Glucinium       | zpravodajská činnost v okolí Tábora a příprava povstání        | 3. července 1944           | 30. května 2000    |
| Valčík Josef          | Silver A        | radiové spojení s Londýnem, koordinace odboje                  | 29. prosince 1941          | 18. června 1942    |
| Vanc Josef            | Carbon          | zpravodajská činnost, příprava povstání na JV Moravě           | 12. dubna 1944             | 7. května 1944     |
| Vaňura Drahomír       | Manganese       | kontaktovat a spolupracovat s SNP                              | 10. května 1944            | 2. listopadu 1944  |
| Vavrda Jan            | Spelter         | radiové spojení, organizovat odboj, připravovat povstání       | 5. května 1944             | 15. dubna 1995     |
| Vrbka František       | Bronse          | zpravodajství a radiové spojení s Londýnem                     | výsadkový letoun sestřelen | 23. března 1943    |
| Vyhňák Alois          | Platinum-Pewter | rádiové spojení, shozy zbraní, transfer osob z Anglie          | 17. února 1945             | 24. července 1994  |
| Weyrich Hugo          | Destroyer       | zpravodajská a odbojová činnost v Paříži                       | nevysazen                  | v 70. letech       |
| Zapletal Libor        | Bivouac         | sabotáže železnic a teplárny v Brně                            | 28. dubna 1942             | 27. září 1944      |
| Závorka František     | Antimony        | kontakt s odbojem a Silver A                                   | 24. října 1942             | 16. ledna 1943     |
| Zemek Jan             | Silver B        | radiové spojení s Londýnem                                     | 29. prosince 1941          | 6. července 1994   |
| Zuvač Stanislav E.    | Potash          | zpravodajská činnost, oblast SV Moravy                         | 5. května 1944             | 23. listopadu 1962 |
| Žižka Josef           | Barium          | zpravodajská činnost, přípravy k povstání                      | 4. dubna 1944              | 18. ledna 1945     |

## Seznam 1b. Západní fronta, nevysazeni
Parašutisté zvláštní skupiny „D“ při II. odboru MNO vycvičení v Anglii, kteří měli být vysazeni v rámci jednotlivých operací v závěru války, ale jejichž operace již nebyly (převážně) z politických důvodů uskutečněny
| Jméno             | Skupina     | Úkol skupiny                                                | Seskok | Zemřel            |
| ----------------- | ----------- | ----------------------------------------------------------- | ------ | ----------------- |
| Bublík Jaroslav   | Four Square | radiové spojení, sabotáže, navádění US letadel              | x      | 12. července 2000 |
| Hanuš Vladimír    | Churchman   | podpora ozbrojeného odporu, styčná jednotka s US Army       | x      | 27. června 1988   |
| Hladík Alois      | Churchman   | podpora ozbrojeného odporu, styčná jednotka s US Army       | x      | 19. dubna 2000    |
| Hlásenský Klement | Rothman     | výcvik domácích sil, zajištění shozů zbraní                 | x      | 5. prosince 1996  |
| Horáček Alois     | Mortar      | dopravit zbraně pro odboj                                   | x      | 1999              |
| Hubl Karel        | Four Square | radiové spojení, sabotáže, navádění US letadel              | x      | dosud žije        |
| Knotek Václav     | Chromium    | zajistit radiové spojení prezidenta Beneše s vedením odboje | x      | 16. června 1948   |
| Krist Josef       | Four Square | radiové spojení, sabotáže, navádění US letadel              | x      | 20. února 1985    |
| Krsek Jaroslav    | Churchman   | podpora ozbrojeného odporu, styčná jednotka s US Army       | x      | 22. února 1970    |
| Matuš Vojmír      | Nickel      | prověřit kurýrní cesty z Protektorátu do Francie            | x      | 14. dubna 2003    |
| Michal Václav     | Ochre       | získání protektorátních dokladů, zpravodajská činnost       | x      | 4. dubna 1945     |
| Modrák Václav     | Mortar      | dopravit zbraně pro odboj                                   | x      | 14. května 2003   |
| Modřanský Josef   | Iron        | atentát na Emanuela Moravce                                 | x      | v 80. letech      |
| Peroutka Oswald   | Rothman     | výcvik domácích sil, zajištění shozů zbraní                 | x      | 22. dubna 1965    |
| Ruml Vladimír     | Rothman     | výcvik domácích sil, zajištění shozů zbraní                 | x      | 4. září 2000      |
| Sekerka Jan       | Mortar      | dopravit zbraně pro odboj                                   | x      | 6. února 1998     |
| Stolařík Antonín  | Rothman     | výcvik domácích sil, zajištění shozů zbraní                 | x      | 13. května 1980   |
| Špinka Josef      | Four Square | radiové spojení, sabotáže, navádění US letadel              | x      | 1998              |
| Štursa Jan        | Chromium    | zajistit radiové spojení prezidenta Beneše s vedením odboje | x      | 10. února 2000    |
| Tichý Karel       | Chromium    | zajistit radiové spojení prezidenta Beneše s vedením odboje | x      | 3. září 1988      |
| Turšner Rudolf    | Iron        | atentát na Emanuela Moravce                                 | x      | 28. června 1989   |
| Vyskočil Ladislav | Churchman   | podpora ozbrojeného odporu, styčná jednotka s US Army       | x      | 8. července 1996  |

## Seznam 1c. – Západní fronta
Parašutisté výsadků vycvičených a organizovaných americkou zpravodajskou službou OSS.
| Jméno          | Skupina | Úkol skupiny         | Seskok         | Zemřel |
| -------------- | ------- | -------------------- | -------------- | ------ |
| Žuk Vlastislav | Cottage | zpravodajská činnost | 19. února 1945 |        |

## Seznam 2a. – Východní fronta
Parašutisté, kteří byli vyškoleni v Sovětském svazu a určeni pro seskok do nepřátelského týlu na východní frontě. Tyto skupiny vysílaly GRU (Hlavní správa rozvědky Rudé armády), ČsVM (Československá vojenská mise v SSSR), NKVD, UŠPH (Ukrajinský štáb partyzánského hnutí), velení ukrajinských frontů (1.,3. a 4. UF) a moskevské vedení KSČ.
| Jméno                   | Skupina                       | Úkol skupiny                                     | Velitelství | Seskok                                        | Zemřel                                                    |
| ----------------------- | ----------------------------- | ------------------------------------------------ | ----------- | --------------------------------------------- | --------------------------------------------------------- |
| Andraščík Ludvík        | S I/N                         |                                                  | ČsVM        | 1. září 1941                                  | x                                                         |
| Bacílek Karol           | Kom E                         | Organizační                                      | MvKSČ       | 22. července 1943                             |                                                           |
| Bartlová Hilda          | Bartlová                      | Zpravodajský                                     |             | červen 1944                                   | 12. září 1944                                             |
| Wenzel Baumgartel       | Smrt fašismu                  | Organizační partyzánský                          | 4. UF       | 1. dubna 1945                                 |                                                           |
| Beneš, Oskar            | Národní mstitel               | Organizační partyzánský                          | 4. UF       | 24. března 1945                               |                                                           |
| Blažíček Vincenc        | Grün                          |                                                  | ČsVM        | 29. října 1943                                |                                                           |
| Bodnar Michal           | Borkaňuk                      | Zpravodajské úkoly                               | 1. UF       | 27. září 1944                                 |                                                           |
| Boldaňuk Ivan           | Chan I. Chan II.              | zpravodajské úkoly                               | 1. UF       | 13. února 1945 27. března 1945                | 23. října 1982                                            |
| Borek Vladimír          | Kom C                         |                                                  | NKVD        | 12. ledna 1943                                | 1945?                                                     |
| Borkaňuk Olexa          | Kom B                         | Organizační                                      | ?           | 5. ledna 1942                                 | 3. října 1942                                             |
| Brauner František       | S1/R                          |                                                  | ČsVM        | 10. září 1941                                 | 7. května 1942                                            |
| Bunča Vasil             | Borkaňuk                      | Zpravodajské úkoly                               | 1. UF       | 27. září 1944                                 |                                                           |
| Cemper Václav           | Meško                         | Zpravodajské a sabotážní na Zakarpatské Ukrajině | GšRA        | 18. března 1943                               | 28. února 1944                                            |
| Černocký Karol          | Kom A                         |                                                  | MvKSČ       | 24. listopadu 1941                            |                                                           |
| Čihánek Ferdinand       | Aroš III.                     | Diverzní a zpravodajské úkoly                    | GRU         | 30. srpna 1941                                |                                                           |
| Dibdiak, Daniel         | Doktor Miroslav Tyrš          | Organizační partyzánský                          | 1. UF       | 25. října 1944                                | 27. října 1944                                            |
| Josef Dvořák            | Dvořák                        |                                                  | ČsVM        | 1. prosince 1943                              |                                                           |
| Dulka, Andrej           | Fakel II.                     | přijímací, organizační, partyzánský              | 4. UF       | 25. března 1945                               |                                                           |
| Dyk Josef               | Kaboš                         | Zpravodajská činnost pro NKVD                    | GRU         | 10. srpna 1941                                | 10. srpna 1941                                            |
| Gabora Petr             | Chan I. Chan II.              | zpravodajské úkoly                               | 1. UF       | 13. února 1945 27. března 1945                | 15. prosince 1976                                         |
| Grün Karol              | Grün                          |                                                  | ČsVM        | 29. října 1943                                |                                                           |
| Haken Oldřich           | Jablko                        |                                                  | GRU         | 29. dubna 1943                                |                                                           |
| Hazucha, Ignác          | Doktor Miroslav Tyrš          | Organizační partyzánský                          | 1. UF       | 25. října 1944                                |                                                           |
| Hegen Josef             | Hegen                         |                                                  | NKVD        | 16. března 1943                               |                                                           |
| Heinz                   | Heinz                         |                                                  | NKVD        | 1943                                          |                                                           |
| Hirner Anton            | Bohuš-Viktor                  | Organizační                                      |             | 23. července 1944                             | 14. dubna 1992                                            |
| Holek Andreas           | Holek                         |                                                  | GRU         | 29. dubna 1943                                |                                                           |
| Horňák, Gejza           | Fakel II.                     | přijímací, organizační, partyzánský              | 4. UF       | 25. března 1945                               |                                                           |
| Horváth Vojtech         | Aroš II.                      | Diverzní, sabotážní a zpravodajské úkoly         | GRU         | 20. srpna 1941                                | x                                                         |
| Hovůrka Karel           | Aroš V.                       | Sabotážní úkoly                                  | NKVD        | 2. září 1941                                  | 1. října 1941                                             |
| Hruška Josef            | Jablko                        |                                                  | GRU         | 29. dubna 1943                                |                                                           |
| Hudec, Ján              | Doktor Miroslav Tyrš          | Organizační partyzánský                          | 1. UF       | 25. října 1944                                |                                                           |
| Humenčák Vasil          | Borkaňuk                      | Zpravodajské úkoly                               | 1. UF       | 27. září 1944                                 |                                                           |
| Ivanina Michal          | Borkaňuk                      | Zpravodajské úkoly                               | 1. UF       | 27. září 1944                                 |                                                           |
| Jablonka, Josef         | Javor I. Javor II. Javor III. | Hloubkový průzkum a zpravodajská činnost         | 4. UF       | 19. ledna 1945 22. února 1945 26. března 1945 | [ 4 ]                                                     |
| Jágrik Peter            | Aroš I.                       | Zpravodajská činnost pro NKVD                    | GRU         | 18. srpna 1941                                | duben 1990                                                |
| Janek Augustin          | Purpur                        |                                                  | GRU         | 25. března 1943                               |                                                           |
| Janečko František       | Arap                          | Zpravodajské úkoly                               | UŠPH        | 7. října 1944                                 |                                                           |
| Janošec Eduard          | Aroš III.                     | Diverzní a zpravodajské úkoly                    | GRU         | 30. srpna 1941                                | 7. května 1942                                            |
| Janota Vilém            | Aroš IV.                      |                                                  | GRU         | 31. srpna 1941                                | 7. května 1942                                            |
| Jaremčuk Dimitrij       | Borkaňuk                      | Zpravodajské úkoly                               | 1. UF       | 27. září 1944                                 |                                                           |
| Junas Ján               | Lazar                         |                                                  | NKVD        | 15. března 1943                               |                                                           |
| Kaboš Andrej            | Kaboš                         | Zpravodajská činnost pro NKVD                    | GRU         | 10. srpna 1941                                | x                                                         |
| Kahala, Josef           | Doktor Miroslav Tyrš          | Organizační partyzánský                          | 1. UF       | 25. října 1944                                |                                                           |
| Kaim Adolf              | Kaim                          |                                                  | NKVD        | 18. března 1943                               | září 1944                                                 |
| Kaleta Alfréd           | Avantgard                     |                                                  |             | 7. srpna 1944                                 | prosinec 1944                                             |
| Kalina Leonid           | Blaník                        | Diverzní                                         |             | 1. října 1944                                 |                                                           |
| Kanka, Štefan           | Doktor Miroslav Tyrš          | Organizační partyzánský                          | 1. UF       | 25. října 1944                                |                                                           |
| Kasík Jan               | S1/R                          |                                                  | ČsVM        | 10. září 1941                                 |                                                           |
| Kiš, Vasil              | Jan Kozina                    | Organizační partyzánský                          | UŠPH        | 17. října 1944                                |                                                           |
| Klein František         | Kom D/I                       |                                                  | MvKSČ       | 18. března 1943                               | 1. dubna 1945 popraven                                    |
| Koloničný Rudolf        | Aroš V.                       | Sabotážní úkoly                                  | NKVD        | 2. září 1941                                  | 1941                                                      |
| Komberec Oldřich        | S I/N                         |                                                  | ČsVM        | 1. září 1941                                  | 1. září 1941                                              |
| Kopčák, Ján             | Jan Kozina                    | Organizační partyzánský                          | UŠPH        | 17. října 1944                                | x                                                         |
| Kratochvíl Ludvík       | S I/N                         |                                                  | ČsVM        | 1. září 1941                                  | x                                                         |
| Krechl Martin           | Žezlo                         |                                                  | GRU         | 27. dubna 1943                                |                                                           |
| Krejčiřík Josef         | S I/N                         |                                                  | ČsVM        | 1. září 1941                                  | 1. září 1941                                              |
| Kričfaluši Ivan         | Borkaňuk                      | Zpravodajské úkoly                               | 1. UF       | 27. září 1944                                 |                                                           |
| Kričfaluši Michal       | Borkaňuk                      | Zpravodajské úkoly                               | 1. UF       | 27. září 1944                                 |                                                           |
| Kubarič Nikolaj         | Borkaňuk                      | Zpravodajské úkoly                               | 1. UF       | 27. září 1944                                 |                                                           |
| Lakota Juraj            | Grün                          |                                                  | ČsVM        | 29. října 1943                                |                                                           |
| Langer Arnošt           | Lev                           |                                                  | GRU         | 25. března 1943                               |                                                           |
| Lazar Ján               | Lazar                         |                                                  | NKVD        | 15. března 1943                               |                                                           |
| Lejsek Josef            | Aroš IV.                      |                                                  | GRU         | 31. srpna 1941                                | únor 1942                                                 |
| Lorenz Franz            | Kaim                          |                                                  | NKVD        | 18. března 1943                               |                                                           |
| Magula Michal           | Borkaňuk                      | Zpravodajské úkoly                               | 1. UF       | 27. září 1944                                 |                                                           |
| Makar Jiří              | Chan I.                       | zpravodajské úkoly                               | 1. UF       | 13. února 1945                                | 21. dubna 1985                                            |
| Malinová-Krátká, Zdeňka | Fakel I. Fakel II.            | přijímací, organizační, partyzánský              | 4. UF       | 25. října 1944 25. března 1945                |                                                           |
| Medek Vincent           | Bohuš-Viktor                  | Organizační                                      |             | 23. července 1944                             |                                                           |
| Mišutka Rudolf          | Aroš I.                       | Zpravodajská činnost                             | GRU         | 18. srpna 1941                                |                                                           |
| Mohorita Vasil          | Borkaňuk                      | Zpravodajské úkoly                               | 1. UF       | 27. září 1944                                 |                                                           |
| Mohorita Vasil Dimitrij | Arap                          | Zpravodajské úkoly                               | UŠPH        | 7. října 1944                                 |                                                           |
| Murgaš Ján              | Murgaš                        |                                                  | GRU         | 20. září 1943                                 |                                                           |
| Němec Bohuslav          | S1/R                          |                                                  | ČsVM        | 10. září 1941                                 | 7. května 1942                                            |
| Nezval, Jiří            | Za Prahu                      | Organizační partyzánský                          | 4. UF       | 25. března 1945                               |                                                           |
| Novák, Ján              | Doktor Miroslav Tyrš          | Organizační partyzánský                          | 1. UF       | 25. října 1944                                | 27. října 1944                                            |
| Paltschik Tristan       | Lev                           |                                                  | GRU         | 25. března 1943                               |                                                           |
| Paško Anton             | Borkaňuk                      | Zpravodajské úkoly                               | 1. UF       | 27. září 1944                                 |                                                           |
| Peschel Rudolf          | Jan Žižka                     |                                                  | MvKSČ       | 10. září 1943                                 |                                                           |
| Pičkar, Dimitrij        | Krylov                        | Zpravodajský, partyzánský                        | 1. UF       | 20. února 1944                                |                                                           |
| Pich-Tůma, Miroslav     | Mistr Jan Hus                 | Organizační partyzánský                          | 1. UF       | 26. října 1944                                |                                                           |
| Pompe Alfréd            | Pompe                         |                                                  | NKVD        | červen 1944                                   |                                                           |
| Popjuk, Dimitrij        | Národní mstitel               | Organizační partyzánský                          | 4. UF       | 24. března 1945                               |                                                           |
| Popovič Michal          | Borkaňuk                      | Zpravodajské úkoly                               | 1. UF       | 27. září 1944                                 |                                                           |
| Popovič Vasil           | Chan I.                       | zpravodajské úkoly                               | 1. UF       | 13. února 1945                                |                                                           |
| Procházka Josef         | Aroš V.                       | Sabotážní úkoly                                  | NKVD        | 2. září 1941                                  | 7. května 1942                                            |
| Procházka Karel         | Kom D/II                      |                                                  | MvKSČ       | 27. března 1943                               |                                                           |
| Procházka Rudolf        | Prokop Holý                   |                                                  | MvKSČ       | 10. září 1943                                 |                                                           |
| Restel Jan              | Aroš III.                     | Diverzní a zpravodajské úkoly                    | GRU         | 30. srpna 1941                                |                                                           |
| Riško Vasil             | Borkaňuk                      | Zpravodajské úkoly                               | 1. UF       | 27. září 1944                                 |                                                           |
| Rusin Michal            | Borkaňuk                      | Zpravodajské úkoly                               | 1. UF       | 27. září 1944                                 |                                                           |
| Ruttkay, Matuš Viktor   | Doktor Miroslav Tyrš          | Organizační partyzánský                          | 1. UF       | 25. října 1944                                | 27. října 1944                                            |
| Ryš František           | S1/R                          |                                                  | ČsVM        | 10. září 1941                                 | 29. května 1942                                           |
| Sasák Miroslav          | Žezlo                         |                                                  | GRU         | 27. dubna 1943                                |                                                           |
| Savko Vasil             | Borkaňuk                      | Zpravodajské úkoly                               | 1. UF       | 27. září 1944                                 |                                                           |
| Segeč Ján               | Aroš II.                      | Diverzní, sabotážní a zpravodajské úkoly         | GRU         | 20. srpna 1941                                | x                                                         |
| Segeň Jozef             | Chan I. Chan II.              | zpravodajské úkoly                               | 1. UF       | 13. února 1945 27. března 1945                | 2. dubna 1945                                             |
| Silný, Ján              | Doktor Miroslav Tyrš          | Organizační partyzánský                          | 1. UF       | 25. října 1944                                | 7. května 1945                                            |
| Szinay Adolf            | Purpur                        |                                                  | GRU         | 25. března 1943                               |                                                           |
| Šahur, Štefan           | Lukaševič III.                | Zpravodajský                                     | 1. UF       | 18. ledna 1945                                |                                                           |
| Šmidke Karol            | Kom E                         | Organizační                                      | MvKSČ       | 22. července 1943                             |                                                           |
| Tafičuk Vasil           | Borkaňuk                      | Zpravodajské úkoly                               | 1. UF       | 27. září 1944                                 |                                                           |
| Ušiak, Ján              | Jan Žižka II.                 | Organizátorský partyzánský                       | UŠPH        | od 21. srpna 1944 do 3. září 1944             | raněný v obklíčení spáchal 3. listopadu 1944 sebevraždu   |
| Vajda Vasil             | Borkaňuk                      | Zpravodajské úkoly                               | 1. UF       | 27. září 1944                                 |                                                           |
| Varačka Štefan          | Chan I. Chan II.              | zpravodajské úkoly                               | 1. UF       | 13. února 1945 27. března 1945                | 30. dubna 1945                                            |
| Vašek                   | Vašek                         |                                                  | NKVD        | 1943                                          |                                                           |
| Vetiška Rudolf          | Kom D/I                       |                                                  | MvKSČ       | 18. března 1943                               | 3. června 1966                                            |
| Vodička Josef           | Aroš III.                     | Diverzní a zpravodajské úkoly                    | GRU         | 30. srpna 1941                                | 7. května 1942 popraven v koncentračním táboře Mauthausen |
| Vohradník Antonín       | Kom D/II                      |                                                  | MvKSČ       | 27. března 1943                               |                                                           |
| Zrza Ladislav           | Kom A                         |                                                  | MvKSČ       | 24. listopadu 1941                            | 26. listopadu 1941                                        |

## Seznam 2b. – Východní fronta, nevysazení
Parašutisté, kteří byli vyškoleni v Sovětském svazu a určeni pro seskok do nepřátelského týlu na východní frontě. Tyto skupiny vysílaly GRU (Hlavní správa rozvědky Rudé armády), ČsVM (Československá vojenská mise v SSSR), NKVD, UŠPH (Ukrajinský štáb partyzánského hnutí), velení ukrajinských frontů (1.,3. a 4. UF) a moskevské vedení KSČ.
| Jméno                  | Skupina   | Úkol skupiny       | Velitelství | Seskok | Zemřel |
| ---------------------- | --------- | ------------------ | ----------- | ------ | ------ |
| Karol Zábrodský        | Aroš VI.  | diverzní úkoly     | GRU         | x      |        |
| Augustin Horváth       | Aroš VI.  | diverzní úkoly     | GRU         | x      |        |
| Sebastián Slámka       | Aroš VI.  | diverzní úkoly     | GRU         | x      |        |
| Jozef Máčalka          | Aroš VI.  | diverzní úkoly     | GRU         | x      | 1966   |
| Ján Lazar              | Aroš VII. | zpravodajské úkoly | GRU         | x      |        |
| Viliam Holéczy         | Aroš VII. | zpravodajské úkoly | GRU         | x      |        |
| Ondrej Hagyari-Hronský | Aroš VII. | zpravodajské úkoly | GRU         | x      |        |
| Adalbert Matejka       | Aroš VII. | zpravodajské úkoly | GRU         | x      |        |